# Gaetano Cicognani
Pour les articles homonymes, voir Cicognani.
Gaetano Cicognani (né le 26 novembre 1881 à Brisighella, dans la province de Ravenne, en Émilie-Romagne et mort le 5 février 1962 à Rome) est un prélat italien de l'Église catholique qui est le préfet de la Congrégation des rites et des sacrements.

## Biographie

### Prêtre
Après son ordination en septembre 1904, Gaetano Cicognani fait ses études à l'Académie pontificale ecclésiastique et est nommé à la Secrétairerie d'État du Vatican en 1915. Cinq ans plus tard, il devient l'attaché personnel du nonce apostolique en Belgique (en).

### Évêque
En 1925, nommé nonce apostolique en Bolivie (en) et consacré avec le titre d'archevêque in partibus d'Ancyre (de) et est consacré le 1er février par le cardinal Pietro Gasparri avec comme co-consécrateurs Raffaele Carlo Rossi et Giovanni Maria Zonghi (de). Il est ensuite nommé nonce apostolique au Pérou (en) en 1928, puis en Autriche (en) en 1936 et finalement en Espagne en 1938 où il demeure jusqu'à sa nomination au sein de la Curie romaine.

### Cardinal
Il est créé cardinal par le pape Pie XII lors du consistoire du 12 janvier 1953 avec le titre de cardinal-prêtre de Sainte-Cécile du Trastevere (Santa Cecilia). (Son frère, Mgr Amleto Cicognani est créé cardinal en 1958).
Il est nommé préfet de la Congrégation des rites le 7 décembre 1953, et le restera jusqu'à sa mort en 1962. A ce titre, il préside : 
- La Commission pour la réforme liturgique (de) (mise en place par Pie XII en 1948 à la suite de Mediator Dei), dont le secrétaire est Annibale Bugnini ;
- La Commission liturgique préparatoire du concile Vatican II (créée par Jean XXIII), dont le secrétaire est également Annibale Bugnini.

Il est ensuite nommé préfet du Tribunal de la Signature apostolique en 1954 et le reste jusqu'en 1959.

## Succession apostolique
Gaetano Cicognani a ordonné les évêques suivants :
- Évêque Pedro Francisco Luna Pachón (de), O.F.M. (1926)
- Évêque Antonio Rafael Villanueva, O.F.M. (1929)
- Évêque Atanasio Celestino Jáuregui y Goiri, C.P. (1936)
- Évêque Francesco Solano Muente y Campos, O.F.M. (1936)
- Évêque Florencio Sanz Esparza (de), C.M. (1939)
- Évêque Daniel Llorente Federico (es) (1942)
- Archevêque Rafael García y García de Castro (es) (1943)
- Évêque Emeterio Echeverría y Barrena (es) (1943)
- Évêque Ramon Iglesias y Navarri (1943)
- Évêque Jesús Mérida Pérez (es) (1943)
- Archevêque Enrique Delgado Gómez (es) (1943)
- Évêque León Villuendas Polo (es), O.F.M. (1944)
- Archevêque Luis Alonso Muñoyerro (es) (1944)
- Évêque Jaime Font y Andreu (es) (1944)
- Archevêque José López Ortiz (es), O.S.A. (1944)
- Évêque Luis Almarcha Hernández (es) (1944)
- Évêque Francisco Blanco Nájera (es) (1944)
- Archevêque José García y Goldaraz (es) (1944)
- Évêque José Souto Vizoso (es) (1945)
- Évêque Saturnino Rubio y Montiel (es) (1945)
- Évêque Enrique Alvarez González, O.P. (1946)
- Cardinal Ángel Herrera Oria (1947)
- Évêque Aurelio del Pino Gómez (es) (1947)
- Évêque Andrés A. Domingo Pérez Cáceres (1947)
- Évêque Manuel Llopis Ivorra (es) (1950)
- Évêque John Ambrose Abasolo y Lecue (pl), O.C.D. (1950)
- Évêque Mariano Vega Mestre (1951)
- Archevêque Salvatore Baldassarri (it) (1956)